# یانشاق
یانشاق (ترکی آذربایجانی: Yanşaq) یک منطقهٔ مسکونی در جمهوری آرتساخ است که در استان شاهومیان واقع شده‌است.